# 奧奈達縣 (愛達荷州)
奧奈達縣（英語：Oneida County）是美国爱达荷州東南部的一個縣，南鄰犹他州，面積3,112平方公里。根據美国人口普查局2020年統計，共有人口4,564人。縣治馬拉德市（Malad City）。該縣縣名來自定居者的家鄉—纽约州的奧奈達湖。